# Всесвітній день прибирання
Всесвітній день прибирання (англ. World Cleanup Day або WCD) — Глобальна програма соціальних дій, спрямована на боротьбу з глобальною проблемою твердих відходів, включаючи проблему морського сміття. Наступний Всесвітній день прибирання - 19 вересня 2020 року.
Всесвітній день прибирання відзначається заходами з прибирання сміття та картографування відходів, що охоплюють кожен часовий пояс. 
Заходи з очищення довкілля проводяться майже в кожній країні до завершення міжнародних ліній зустрічей на Гаваях та Американському Самоа.
Всесвітній день прибирання 2019 року відбувся у третю суботу вересня і збігся з Днем миру та глобальним кліматичним страйком (20-27 вересня).

## Призначення

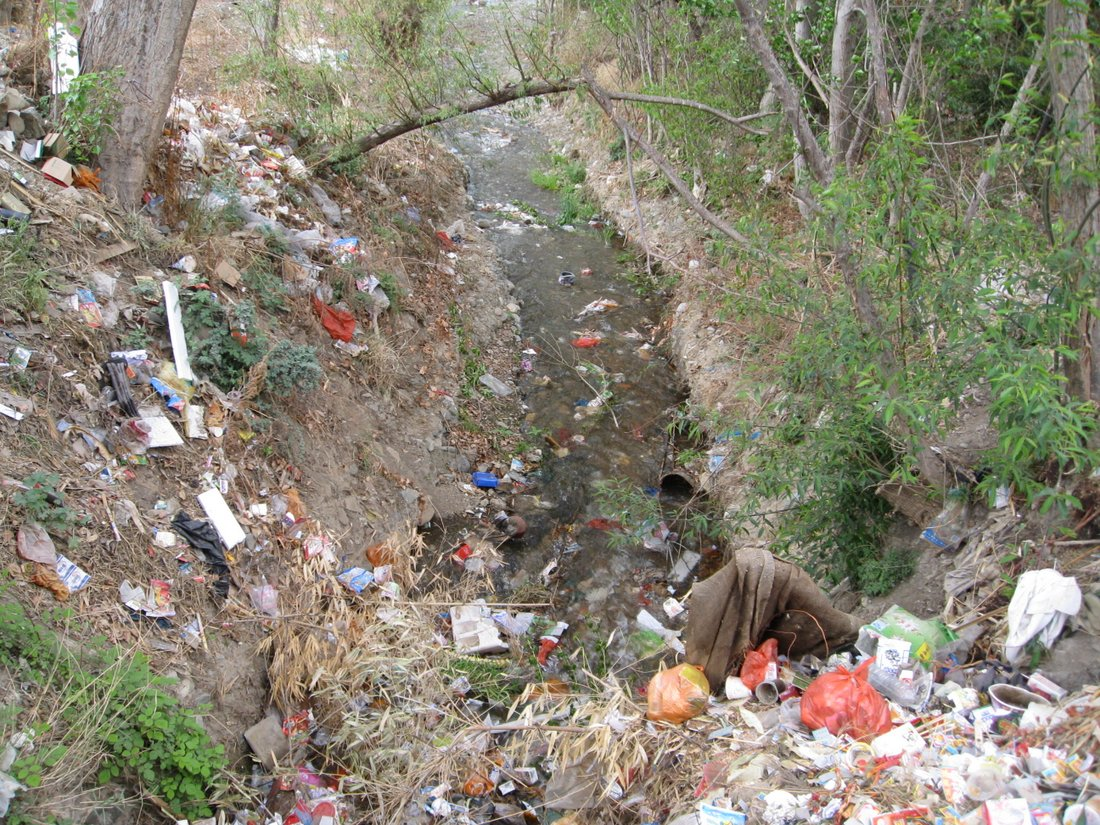
Приклад забруднення

Всесвітній день прибирання проводиться протягом 24 годин, як правило, в середині вересня. Існують численні організації, які сприяють та проводять заходи Всесвітнього дня очищення в усьому світі. Як і День Землі, Всесвітній день прибирання є безпартійним, аполітичним і не пов'язаний з жодною національною чи глобальною політичною партією чи дискретною ідеологією.

## Історія
Вступний Всесвітній день очищення був 15 вересня 2018 року, але він ґрунтується на успіхах попередніх глобальних заходів з очищення. Метою Всесвітнього дня очищення 2018 року було залучення 5% світового населення (або приблизно 380 мільйонів людей). Незважаючи на те, що зусилля не досягли мети, WCD18 безпосередньо мобілізував 17,5 мільйонів людей у всьому світі.
Глобальні зусилля з очищення існували у багатьох формах протягом усієї історії людства, особливо після широкомасштабних катастроф, таких як землетруси, повені та потужне цунамі.
У сучасній історії ці зусилля, як правило, здійснюються постраждалими громадами за підтримки різних міжнародних організацій та громадських організацій, таких як Червоний Хрест, Оксфам та інші організації допомоги, але, як правило, в постконфліктних зонах. Вони включають зусилля щодо усунення мін, очищення пляжів та інших муніципальних та неурядових заходів.

## Організатори
Всесвітній день прибирання - це децентралізована мережа, створена з різних зусиль знизу. Один з найбільших організаторів глобальних заходів з очищення - Let's Do It! World. Організація, заснована в Естонії, успішно залучила понад 50 000 добровольців для одноденного проведення заходів по прибиранню в країні, що привело до виведення 10 000 тонн незаконних відходів. Естонська акція під назвою «Зробімо!» стала глобальною моделлю, поширившись згодом у всьому світі. Всесвітня федерація молодих лідерів та підприємців був найбільшим організатором-партнером у 2018 році. Сьогодні рух переріс у мережу 169 країн та територій. Під час Всесвітнього дня прибирання 2018 року взяли участь 157 країн та територій, 17,8 мільйона людей. За підрахунками, по всьому світу було зібрано понад 82 280 тонн відходів.

## Учасники
Зазвичай учасники Всесвітніх днів прибирання - це добровольці, координуючись неурядовими організаціями, які допомагають підвищити рівень обізнаності, логістику та збір коштів. 

## Список Всесвітніх днів очищення
- Зробімо! (2008)
- Всесвітній день прибирання 2018 року відбувся 15 вересня 2018 року з метою залучення до одноденного прибирання 5% населення світу.[5]
- Всесвітній день прибирання 2019, 21 вересня 2019 року
- Всесвітній день прибирання 2020, 19 вересня 2020 року
- Всесвітній день прибирання 2021, 18 вересня 2021 року